# Distretto di contea di Vale of Glamorgan
Il distretto di contea di Vale of Glamorgan (in inglese Vale of Glamorgan County Borough, in gallese Bwrdeistref Sirol Bro Morgannwg) è un distretto di contea del Galles meridionale, nella contea storica di Glamorgan.
Il distretto confina a ovest con il distretto di contea di Bridgend, a est con Cardiff, a nord con il distretto di contea di Rhondda Cynon Taf e a sud si affaccia sul canale di Bristol. È la più meridionale delle autorità unitarie del Galles.

## Geografia fisica
Il distretto ha una superficie di 130 km² e 53 km di costa, il territorio presenta un andamento ondulato caratterizzato da basse colline, l'altitudine massima è 137 m s.l.m del Tair Onen. La costa presenta alte scogliere calcaree in particolare nei 14 km che vanno da Aberthaw a est a Porthcawl a ovest conosciuti come la Glamorgan Heritage Coast.
La città principale e sede del consiglio di contea è Barry (circa 51 000 abitanti), situata in parte sull'isola di Barry nel Canale di Bristol. Altre città sono Cowbridge (6180 abitanti), Dinas Powys (7799 abitanti), Llantwit Major (10621 abitanti) e Penarth (22083 abitanti). Gran parte della popolazione risiede in piccoli centri abitati o fattorie isolate.
Vale of Glamorgan comprende Breaksea Point, il punto più meridionale del Galles.

## Storia
Il distretto è nato il primo aprile del 1996 in attuazione del Local Government (Wales) Act del 1994. Precedentemente faceva parte della contea di South Glamorgan.

## Attrazioni
- Barry Island Pleasure Park, un parco di divertimenti
- la ferrovia turistica Barry Tourist Railway
- la chiesa medievale di St Cadoc a Llancarfan
- Porthkerry Park
- Il Castello di St Donat's
- Cosmeston Lakes Country Park
- Il villaggio medievale Cosmeston vicino a Lavernock.